# Meliboeus bipustulatus
Meliboeus bipustulatus es una especie de escarabajo barrenador metálico del género Meliboeus, familia Buprestidae, orden Coleoptera.

## Taxonomía
Fue descrita por Fairmaire en 1901 y publicada en Fairmaire L. M. H. Matériaux pour la faune coléoptèrique de la région Malgache (11e note). Revue d'Entomologie 20:101- 248. (1901).